# 帆足準三
帆足 準三（ほあし じゅんぞう、1871年4月7日（明治4年2月18日） – 1913年（大正2年）10月3日）は、戦前の日本の朝鮮総督府官僚。

## 概要
長門国豊浦郡、後の山口県豊浦郡長府村（現下関市長府地区）出身。1890年7月、明治法律学校卒業。1895年11月、文官高等試験行政科試験に合格。1896年1月、会計検査院に入院後、1899年6月、内務省に転じ試補となる。以後、大分県参事官、千葉県内務部長などを歴任。渡韓し、朝鮮総督府道事務官、1912年4月1日からは朝鮮総督府殖産局長を務めたのち、1913年2月14日、咸鏡北道長官に就任。同年10月3日、在任中に死去。